# Roodvoorhoofdsnijdervogel
De roodvoorhoofdsnijdervogel (Orthotomus frontalis) is een zangvogel uit de familie Cisticolidae.

## Verspreiding en leefgebied
Deze soort komt voor in de Filipijnen en telt twee ondersoorten:
- O. f. frontalis: oostelijk-centrale en zuidelijke Filipijnen.
- O. f. mearnsi: Basilan.

## Status
De grootte van de populatie is niet gekwantificeerd maar de soort wordt omschreven als vrij algemeen. Op de Rode lijst van de IUCN heeft deze soort de status niet bedreigd.